# Aphelocoma ultramarina
La chara transvolcánica de México (Aphelocoma ultramarina), también conocida como chara transvolcánica o chara pecho gris neovolcánica, es una especie de ave paseriforme de la familia Corvidae.. Es de tamaño mediano a grande; pesa unos 120 gr. Cabeza, alas y cola azules, espalda gris, pecho y zonas inferiores grises. Iris marrón y patas negras. Es endémica de México. Se distribuye a lo largo del cinturón transvolcánico del centro de México y en zonas de la Sierra Madre Occidental y Sierra Madre Oriental, La UICN2019-1 considera a la especie como de preocupación menor. Vive en bosques templados montañosos.
En 2011 la AOU (por sus siglas del inglés: American Ornithologists' Union Check-list Committee) basándose en diferencias fenotípicas, en plumaje y morfología, millones de años de divergencia genética y aislamiento sin evidencia de entrecruzamiento de poblaciones, se separaron las especies de chara del eje neovolcánico transversal (A. ultramarina) de la chara mexicana (A. wollweberi).

## Descripción
Es un ave de tamaño mediano a grande, pesa unos 120 g. Su cabeza es de color azul, su espalda es gris y sus alas y cola son azules, pecho y zonas inferiores grises. Los sexos son similares en cuanto a su morfología, y los ejemplares juveniles solo se diferencian en que su coloración azul es más clara. Su iris es marrón y sus patas negras. Es fácil distinguirla por su garganta y pechos que son de un solo tono y que su espalda tiene menos contraste con el tono de sus alas y cabeza.